# Josef Schraffl
Josef Schraffl (13. června 1855 Sillian – 11. ledna 1922 Innsbruck), byl rakouský křesťansko-sociální politik, na počátku 20. století poslanec Říšské rady a zemský hejtman Tyrolska, v poválečném období poslanec rakouské Národní rady a člen Spolkové rady.

## Biografie
Byl synem hostinského a obchodníka. Chodil na národní školu v rodném Sillianu, v jihotyrolském Roveretu a Trentu. Po tři roky pracoval v innsbrucké bance a roku 1874 převzal po smrti rodičů provoz hostince a obchodu. V roce 1887 se živnosti vzdal a provozoval pak zemědělské hospodářství. Od roku 1884 do roku 1908 byl starostou Sillianu. Angažoval se v Křesťansko-sociální straně Rakouska, jejíž organizaci v Tyrolsku roku 1898 zakládal společně s Aemilianem Schoepferem. Od roku 1897 byl poslancem Tyrolského zemského sněmu. V letech 1908–1914 byl členem tyrolského zemského výboru. Předsedal zemské zemědělské radě. V roce 1902 se podílel na založení listu Tiroler Bauern-Zeitung. V roce 1904 spoluzakládal Tyrolský selský svaz a byl jeho prvním předsedou. V roce 1906 pak založil Tyrolskou rolnickou spořitelnu. V roce 1908 se mu podařilo ve volbách na zemský sněm docílit rozhodující křesťansko-sociální většiny, čímž byla ukončena převaha konzervativců na Tyrolském zemském sněmu. Následujícího roku se mu podařilo docílit u katolických hodnostářů revize jejich předchozího zákazu činnosti katolických kněží v Tyrolském selském svazu. Za jeho činnost na zemské úrovni mu byl udělen Řád Františka Josefa. V letech 1917–1921 působil jako zemský hejtman Tyrolska, předtím od roku 1914 byl náměstkem hejtmana.
Na počátku 20. století se zapojil i do celostátní politiky. Ve volbách do Říšské rady roku 1901 získal mandát v Říšské radě (celostátní zákonodárný sbor) za všeobecnou kurii, obvod Bolzano, Merano, Schlanders atd. Porazil tehdy konzervativce Josefa von Dipauliho. V roce 1907 se stal místopředsedou strany na celostátní úrovni a zástupcem Karla Luegera. Mandát v parlamentu obhájil i ve volbách do Říšské rady roku 1907, konaných poprvé podle všeobecného a rovného volebního práva, kdy byl zvolen za obvod Tyrolsko 18. Usedl do poslanecké frakce Křesťansko-sociální sjednocení. Mandát obhájil za týž obvod i ve volbách do Říšské rady roku 1911 a byl členem klubu Křesťansko-sociální klub německých poslanců. Ve vídeňském parlamentu setrval až do zániku monarchie. Profesně byl k roku 1911 uváděn jako starosta a zemědělec.
Za světové války musel coby hejtman uvádět do praxe některá nepopulární opatření ve vztahu k zemědělskému stavu a potřebám zásobování, čímž ztratil část své popularity. V roce 1918 skončila dlouhodobá rivalita křesťanských sociálů a konzervativců Tyrolsku, když sloučením obou směrů vznikla Tyrolská lidová strana. Schraffl byl zvolen jejím prvním předsedou.
V době rozpadu monarchie byl Schraffl předsedou Tyrolské národní rady, která po krátkou dobu fungovala jako zemská vláda a která se marně snažila zamezit odtržení Jižního Tyrolska. Neúspěšně navrhoval vytvoření samostatné neutrální Tyrolské republiky. V roce 1919 po zemských volbách byl potvrzen na postu hejtmana, přičemž podporu mu vyjadřoval i německý konzul v Innsbrucku.
Po válce zasedal v letech 1918–1919 jako poslanec Provizorního národního shromáždění Německého Rakouska (Provisorische Nationalversammlung). Pak od 4. dubna 1919 do 28. července 1919 v Ústavodárném národním shromáždění Rakouska a od 1. prosince 1920 do své smrti byl členem rakouské Spolkové rady (horní komora rakouského parlamentu).